# Sven Knipphals
Sven Knipphals (Hannover, 20 settembre 1985) è un velocista tedesco.

## Palmarès
| Anno | Manifestazione  | Sede           | Evento      | Risultato  | Prestazione | Note |
| ---- | --------------- | -------------- | ----------- | ---------- | ----------- | ---- |
| 2012 | Europei         | Helsinki       | 200 m piani | Semifinale | 20"92       |      |
| 2013 | Mondiali        | Mosca          | 4×100 m     | 4º         | 38"04       |      |
| 2014 | Europei         | Zurigo         | 100 m piani | Semifinale | 10"37       |      |
| 2014 | Europei         | Zurigo         | 4×100 m     | Argento    | 38"09       |      |
| 2015 | World Relays    | Nassau         | 4×100 m     | 8º         | 39"40       |      |
| 2015 | World Relays    | Nassau         | 4×200 m     | Bronzo     | 1'22"65     |      |
| 2015 | Mondiali        | Pechino        | 100 m piani | Batteria   | 10"31       |      |
| 2015 | Mondiali        | Pechino        | 4×100 m     | 4º         | 38"15       |      |
| 2016 | Europei         | Amsterdam      | 4×100 m     | Bronzo     | 38"47       |      |
| 2016 | Giochi olimpici | Rio de Janeiro | 4×100 m     | Batteria   | 38"26       |      |
| 2017 | World Relays    | Nassau         | 4×100 m     | 10º        | 39"15       |      |

## Altre competizioni internazionali
2013
- Campionati europei a squadre di atletica leggera ( Gateshead)

2014
- Campionati europei a squadre di atletica leggera ( Braunschweig)